# Коламбус, Скотт
Уолтер Скотт Коламбус (англ. Walter Scott Columbus; 10 ноября 1956 года — 4 апреля 2011 года) — бывший барабанщик рок-группы «Manowar».
Скотт был левшой — и расстановка барабанов у него была, соответственно, левосторонняя. Установка Скотта, «Drums of Doom», сделана из нержавеющей стали — по слухам, потому что деревянные барабаны просто не выдерживали ударов Скотта.

## Биография
До прихода в «Manowar» Скотт работал водопроводчиком в небольшом городке в штате Нью-Йорк. Скотт пришёл в группу в 1982 году, сменив Донни Хамзика. Джоуи Де Майо его порекомендовал друг. Дебютировал он в июне 1982 года на концерте в Форт-Лодердейл.
В 1990 году Скотт ушёл из группы. По официальной версии, в связи с болезнью сына, но в 2010 году в интервью журналу Classic Rock он эту информацию опроверг. Он сам нашёл себе замену — Кенни «Рино» Эдвардса.
В 1996 году Скотт вернулся в Manowar и записал с группой ряд успешных альбомов.
В апреле 2008 года он вновь оставил группу. Причины ухода стороны описали по-разному. Ди Майо первоначально утверждал, что Коламбус пережил личную трагедию и ему требовалось время, чтобы восстановить силы и здоровье, сам же Скотт впоследствии заявил, что у него возникли разногласия с группой. С 2007 по 2008 его заменял Райно, а с 2009-го первый барабанщик группы — Донни Хамзик. При этом Manowar отказывались объявить о его уходе и продолжали считать его членом группы, заявляли, что он находится в отпуске и они надеются на его возвращение. Его фотография и биография оставались вывешены на сайте группы, как если бы он был действующим участником, а Хамзик и Райно считались сессионными музыкантами. Только после интервью Скотта, данного в 2010 году, в котором он подтвердил, что уже два года как не является участником Manowar, его имя убрали из состава группы на сайте.
В 2010 году вышел сольный альбом Скотта Коламбуса, который стал полностью инструментальным. Также Скотт выступил вместе с группой Росса Фридмена в качестве специального гостя и с нью-йоркской группой Brick, которая исполняет каверы.
Скотт Коламбус умер 4 апреля 2011 года в возрасте 54 лет. Причина смерти длительное время не разглашалась. 5 апреля 2020 года дочь Скотта Тереза написала в посте на Facebook о том, что Скотт покончил с собой вследствие депрессии.

## Дискография
Manowar
- Into Glory Ride (1983)
- Hail to England (1984)
- Sign of the Hammer (1984)
- Fighting the World (1987)
- Kings of Metal (1988)
- Louder Than Hell (1996)
- Warriors of the World (2002)
- Gods of War (2007)